# Rafael Egusquiza Aurrecoechea
Rafael Egusquiza Aurrecoechea (Erandio, 5 de febrero de 1912-Ciudad de México, 3 de mayo de 1981) fue un futbolista español que se desempeñó como portero. Es más recordado por formar parte de la Selección de fútbol de Euskadi en su gira de 1937/38 por Europa y América.

## Biografía
Su carrera comenzó en el Apurtuarte Club, el club de fútbol de su ciudad natal. En 1932 se incorporó al Arenas Club de Guecho, que había sido uno de los socios fundadores de La Liga apenas cuatro años antes, en 1928.  El primer partido en el que fue titular fue el 13 de marzo de 1932 ante el Real Unión, que ganó al Arenas por 5-0. En 1935 el Arenas Club de Gecho descendió a Segunda División. Egusquiza estuvo a punto de fichar por otro club, pero finalmente se quedó en el Arenas esa temporada. En 1936 el Real Madrid ofreció comprar Egusquiza, pero con el estallido de la guerra civil española en el mismo año se suspendieron las ligas nacionales. En total Egusquiza había jugado 50 partidos en La Liga, y 14 en Segunda División.
En 1937 Egusquiza fue elegido para incorporarse a la selección del País Vasco como portero suplente en su gira por Europa. El propósito de esta gira era recaudar dinero para los refugiados que habían huido de España, y también como una forma de propaganda para que el mundo supiera que había un gobierno vasco resistiendo a los rebeldes fascistas. El equipo viajó por Francia, Checoslovaquia, Polonia, la Unión Soviética, Noruega y Dinamarca en la primavera y el verano de 1937 y tuvo un gran éxito.
En el verano de 1937 el País Vasco fue capturado por el ejército rebelde fascista. La mayoría de los jugadores de la plantilla decidieron no volver allí y en su lugar se mantuvieron unidos y viajaron a México para continuar allí la gira. Al poco tiempo de su llegada a México, Blasco, portero principal, se lesionó y Egusquiza fue convocado para disputar numerosos partidos. El equipo jugó 10 partidos en México antes de viajar a Cuba en 1938 para jugar 4 más. El equipo siguió rumbo a Argentina, pero allí no se les permitió jugar por decisión de la FIFA. El equipo permaneció 3 meses en Argentina sin jugar.
Durante este tiempo Egusquiza desarrolló un problema en sus pulmones y enfermó gravemente. Finalmente, el equipo decidió regresar a México, pasando nuevamente por Cuba en junio de 1938. Cuando el equipo llegó a Cuba el problema de Egusquiza empeoró y fue hospitalizado. Finalmente, le extirparon un pulmón. Su carrera como jugador terminó aquí. Sin embargo unos meses después regresó a México donde se reencontró con sus compañeros, aunque permaneció internado un tiempo en el Sanatorio Español de la Ciudad de México. En junio de 1939 los integrantes de la selección de fútbol del País Vasco decidieron tomar caminos separados. La mayoría se unió a equipos de la liga con sede en la Ciudad de México. Egusquiza se incorporó al Real Club España como entrenador.